# Logung
Logung is een bestuurslaag in het regentschap Rembang van de provincie Midden-Java, Indonesië. Logung telt 1044 inwoners (volkstelling 2010).